# Ezgi Eyüboğlu
Ezgi Eyüboğlu (Estambul, 15 de junio de 1988) es una actriz y modelo turca.

## Biografía
Ezgi Eyüboğlu nació el 15 de junio de 1988 en Estambul (Turquía), de su madre Oya Eyüboğlu, profesora de química y de su padre, banquero. Tiene orígenes albaneses por parte de su madre y Trabzon por parte de su padre; es bisnieta de Bedri Rahmi Eyüboğlu (pintor, escritor y poeta) y Sabahattin Eyüboğlu (escritor, traductor y académico), ambos parientes de su padre.

## Carrera
Ezgi Eyüboğlu durante sus estudios universitarios, en el departamento de economía de la Universidad de Akdeniz, se acercó a la actuación después de participar en la compañía de teatro de la universidad. Debido a algunos problemas que encontró en la Universidad de Akdeniz, decidió trasladarse a la Universidad de Estambul, todavía en el departamento de economía. Durante sus años universitarios se incorporó a la agencia Erberk para convertirse en actriz. Después de obtener su licenciatura en economía, completó su maestría en el departamento de actuación avanzada de la Universidad de Bahçeşehir.
En 2010 inició su carrera en algunos comerciales como Ülker y Genç Turkcell. En el mismo año hizo su debut televisivo en la serie emitida en Kanal D Kavak Yelleri. En 2011 interpretó el papel de Derin en la serie emitida en ATV Kalbim Seni Seçti. En el mismo año actuó en la obra Cimri y representó al comercial Eti Hoşbeş. En 2011 y 2012 ganó popularidad con el papel de Aybige Hatun en la serie histórica emitida en Show TV y Star TV Muhteşem Yüzyıl.
En 2012 interpretó el papel de Zeynep en la serie emitida en Star TV Sudan Bıkmış Balıklar. Ese mismo año desempeñó el papel de Hemşire en la serie televisiva emitida en Kanal D Yalan Dünya. En 2012 y 2013 fue la cara del comercial de Bosch Relaxx'x Elektrikli Süpürge . En 2013 representó los comerciales Signal White Now y Signal & Sephora. En 2013 y 2014 consiguió el papel de Cemre Arsoy en la serie emitida en Kanal D Intikam. De 2013 a 2015 protagonizó la obra Ayrılık. En 2014 se unió al elenco de la serie emitida en ATV Yasak, interpretando el papel de Asude. En el mismo año interpretó el papel de Ada Akça en la serie emitida en Kanal D Ulan İstanbul.
En 2015 fue elegida como Kumsal Güçlü en la serie emitida en Fox Adı Mutluluk. Desde 2016 se ha convertido en la cara del comercial de Etkileyici Pazarlama. En 2017 debutó en el cine con el papel de Nihal en la película Aşkın Gören Gözlere İhtiyacı Yok dirigida por Onur Ünlü. En 2017 y 2018 formó parte del elenco de la serie emitida en TRT 1 Payitaht Abdülhamid, en el papel de Melike / Ahsen. En 2018 regresó al cine con el papel de Çilek en la película Yol Arkadaşım 2 dirigida por Bedran Güzel. En el mismo año protagonizó en la serie emitida en Kanal D Çocuklar Duymasin.
En 2019 interpretó el papel de Nil en la serie emitida en Fox Bir Aile Hikayesi. En 2021, fue el rostro del comercial de Ülker Çikolatalı Gofret Extra. En 2021 y 2022 fue elegida para interpretar el papel de Ceren Özdoğa / Ayşe Gür en la serie emitida en TRT 1 Teşkilat. En 2023 interpretó el papel de Eda en la serie web de tabii Şanzelize Düğün Salonu. Al año siguiente, en 2024, se unió al elenco de la serie web de GAİN Arjen.

## Vida personal
Ezgi Eyüboğlu el 14 de mayo de 2016 se casó con su colega Kaan Yıldırım, en el palacio de Esma Sultan ubicado en Ortaköy, en el distrito de Beşiktaş de Estambul. Sin embargo, la pareja se divorció el 26 de junio de 2019. Desde 2023 está vinculada sentimentalmente con el actor Furkan Palalı.

## Filmografía

### Cine
| Año  | Título                           | Personaje | Director     |
| ---- | -------------------------------- | --------- | ------------ |
| 2017 | Aşkın Gören Gözlere İhtiyacı Yok | Nihal     | Onur Ünlü    |
| 2018 | Yol Arkadaşım 2                  | Çilek     | Bedran Güzel |

### Televisión
| Año       | Título                | Personaje               | Cadeña  | Cadeña  | Notas        |
| --------- | --------------------- | ----------------------- | ------- | ------- | ------------ |
| 2010      | Kavak Yelleri         |                         | Kanal D | Kanal D | 1 episodio   |
| 2011      | Kalbim Seni Seçti     | Derin                   | ATV     | ATV     | 22 episodios |
| 2011-2012 | Muhteşem Yüzyıl       | Aybige Hatun            | Show TV | Star TV | 28 episodios |
| 2012      | Sudán Bıkmış Balıklar | Zeynep                  | Star TV | Star TV | 11 episodios |
| 2012      | Yalan Dünya           | Hemşire                 | Kanal D | Kanal D | 1 episodio   |
| 2013-2014 | Intikam               | Cemre Arsoy             | Kanal D | Kanal D | 44 episodios |
| 2014      | Yasak                 | Asude                   | ATV     | ATV     | 9 episodios  |
| 2014      | Ulan İstanbul         | Ada Akça                | Kanal D | Kanal D | 4 episodios  |
| 2015      | Adı Mutluluk          | Kumsal Güçlü            | Fox     | Fox     | 17 episodios |
| 2017-2018 | Payitaht Abdülhamid   | Melike / Ahsen          | TRT 1   | TRT 1   | 52 episodios |
| 2018      | Çocuklar Duymasin     |                         | Kanal D | Kanal D | 1 episodio   |
| 2019      | Bir Aile Hikayesi     | Nil                     | Fox     | Fox     | 8 episodios  |
| 2021-2022 | Teşkilat              | Ceren Özdoğa / Ayşe Gür | TRT 1   | TRT 1   | 44 episodios |

### Web TV
| Año  | Título                 | Personaje | Plataforma | Notas        |
| ---- | ---------------------- | --------- | ---------- | ------------ |
| 2023 | Şanzelize Düğün Salonu | Eda       | tabii      | 1 episodio   |
| 2024 | Arjen                  |           | GAİN       | ¿? episodios |

## Teatro
| Año       | Título                             |
| --------- | ---------------------------------- |
| 2007      | Gözlerimi Kaparım Vazifemi Yaparım |
| 2011      | Cimrí                              |
| 2013-2015 | Ayrılık                            |

## Comerciales
| Año           | Título                            |
| ------------- | --------------------------------- |
| 2010          | Ulker                             |
| 2010          | Genç Turkcell                     |
| 2011          | Eti Hoşbeş                        |
| 2012-2013     | Bosch Relaxx'x Elektrikli Süpürge |
| 2013          | Signal White Now                  |
| 2013          | Signal & Sephora                  |
| 2016-presente | Etkileyici Pazarlama              |
| 2021          | Ülker Çikolatalı Gofret Extra     |

## Premios y reconocimientos
| Año  | Premio                                                       | Categoría                                                                | Trabajo                          | Resultado |
| ---- | ------------------------------------------------------------ | ------------------------------------------------------------------------ | -------------------------------- | --------- |
| 2012 | Premio permanente de periodismo para estrellas de televisión | Mejor actriz en una serie de televisión juvenil                          | Sudan Bıkmış Balıklar            | Nominada  |
| 2014 | Premio permanente de periodismo para estrellas de televisión | Mejor actriz de reparto en una serie dramática                           | Intikam                          | Nominada  |
| 2018 | Pantene Golden Butterfly Awards                              | Mejor artista femenina de música popular                                 |                                  | Nominada  |
| 2019 | Altın Palmiye Award                                          | Actriz de cine femenina del año                                          | Yol Arkadaşım 2                  | Nominada  |
| 2019 | International Izmir Film Festival                            | Mejor actriz                                                             | Yol Arkadaşım 2                  | Nominada  |
| 2019 | Sadri Alisik Theatre and Cinema Awards                       | Mejor interpretación de una actriz de reparto en una película de comedia | Aşkın Gören Gözlere İhtiyacı Yok | Nominada  |
| 2022 | Turkey Youth Awards                                          | Mejor actriz de reparto de televisión                                    | Teşkilat                         | Ganadora  |